# Them Crooked Vultures
Them Crooked Vultures (англ. прибл. «Эти лживые стервятники») — супергруппа, формально образованная в 2005 году, официально слухи подтвердились 4 августа 2009 года.

## История
В группу вошли бывший басист британской группы Led Zeppelin Джон Пол Джонс, барабанщик Nirvana и фронтмен Foo Fighters Дэйв Грол, а также лидер Queens of the Stone Age Джош Хомми. Дэйву Гролу первому пришла в голову мысль записать что-нибудь этим троим вместе. Джош был в восторге от этой идеи, однако не знал, насколько серьёзно Грол говорил об этом, пока тот не свёл его и Джона на своём сороковом дне рождения.
Участникам группы удалось найти свободное время, чтобы записать свой альбом Them Crooked Vultures в студии Джоша Pink Duck. Известно, что все тексты написаны Хомми. Работа длилась с февраля по июль 2009 года, и уже в январском номере Rolling Stone альбом был признан одним из лучших релизов последних месяцев.

## Состав
- Джош Хомми — вокал, гитара;
- Джон Пол Джонс — бас-гитара, клавишные, бэк-вокал;
- Дэйв Грол — ударные, бэк-вокал.

### Сессионные участники
- Ален Йоханнес — ритм-гитара, бас-гитара, бэк-вокал.

## Дискография

### Альбомы
- 2009 — Them Crooked Vultures

### Синглы
- 2009 — New Fang
- 2010 — Mind Eraser, No Chaser